# Gare de Passy-la-Muette
La gare de Passy-la-Muette est une gare désaffectée de la ligne de Petite Ceinture à Paris, en France.

## Caractéristiques
La gare se situe dans le 16e arrondissement de Paris, au croisement de la chaussée de la Muette et du boulevard de Beauséjour. Elle est bâtie en pont sur les voies de la Petite Ceinture, qui circule en tranchée ouverte à l'ouest et passe en tunnel à l'est.
Le bâtiment voyageurs est un édifice de plain-pied sur la place, d'un étage. La gare comporte deux quais.

## Histoire

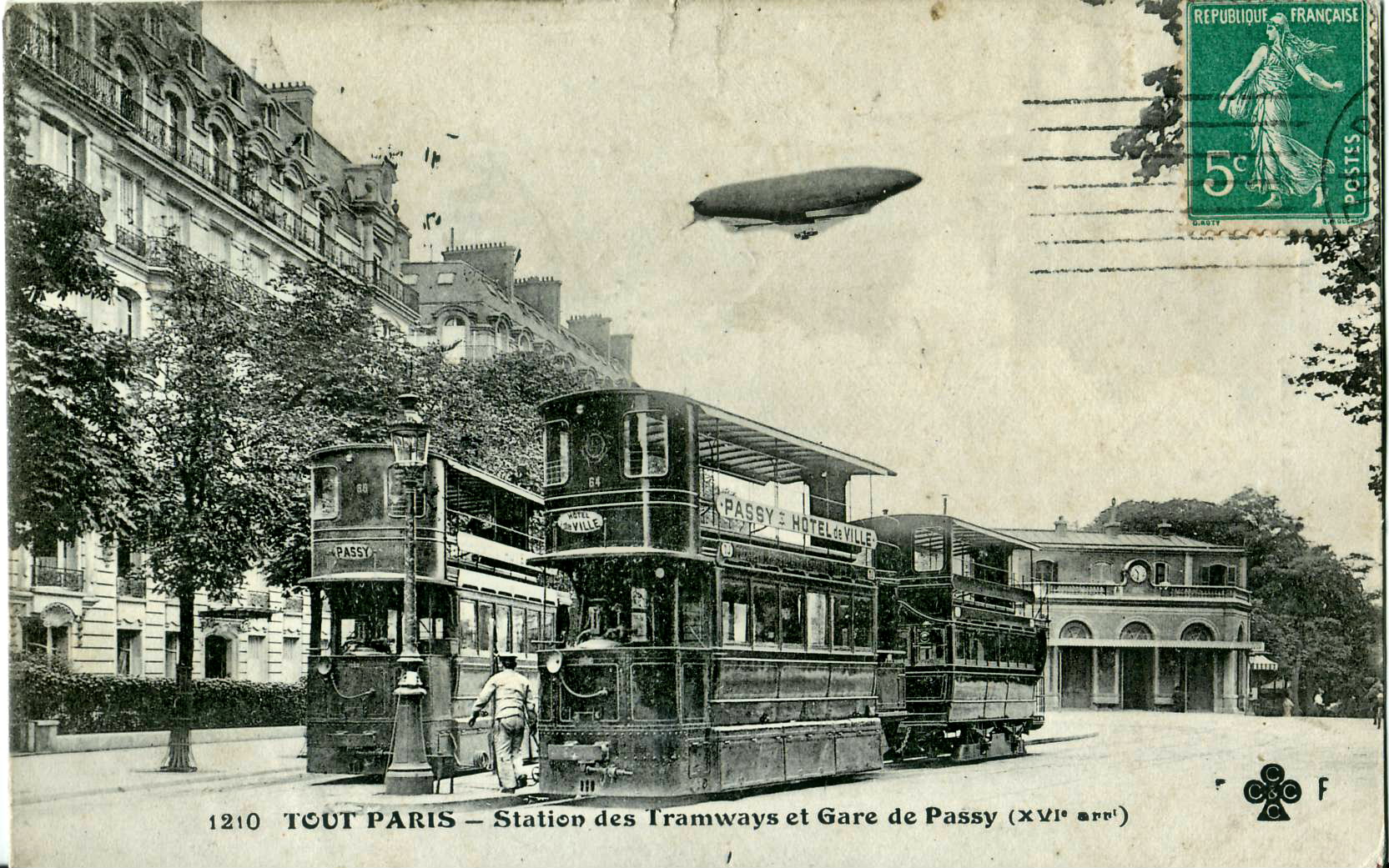
Des tramways devant la gare au début du XXe siècle.

La gare de Passy-la-Muette est ouverte aux voyageurs le 2 mai 1854 comme élément de la ligne d'Auteuil, reliant la gare Saint-Lazare à la gare d'Auteuil-Boulogne.
Une gravure réalisée vers 1860, figurant le premier embarcadère de la gare et la chaussée de la Muette, est reproduite dans le Dictionnaire historique des rues de Paris de Jacques Hillairet.
Elle reçoit les trains de la Petite-Ceinture à partir du 25 février 1867, jusqu'au 20 décembre 1915. La ligne ferme le 6 janvier 1985, lors des travaux de construction du RER C. Le bâtiment est par la suite reconverti en restaurant, comme la gare suivante d'Auteuil-Boulogne,. Baptisé « La Gare », il est renommé « Andia » en 2021, puis « Casa Luisa » en 2024.

### Gare éphémère en 1896
À l'occasion de la visite du tsar russe Nicolas II à Paris en octobre 1896, un pavillon temporaire, nommé « Gare du Ranelagh », est construit le long du quai de la gare donnant sur le jardin du Ranelagh, afin d’éviter au couple impérial de sortir par le bâtiment principal en raison des menaces d'attentat. Du quai, ce pavillon-débarcadère se déploie sur 160 mètres le long des voies, jusqu'au niveau de l'intersection du boulevard de Beauséjour et de la rue du Ranelagh,. Louis Henri Georges Scellier de Gisors a réalisé un dessin de cet événement.
Ce bâtiment est décrit de la façon suivante : « les baies d’entrée et de sortie ont quatre mètres de largeur et six de hauteur. […] Le toit est formé de quatre parties triangulaires courbes aboutissant à un mât central sur lequel est arboré le drapeau personnel de l’empereur, jaune avec l’aigle des Romanov ». Une marquise de 150 mètres de long vise à cacher aux regards indiscrets la vue des voies. Le train impérial arrive à la station à 10 h, le 6 octobre,. 
Accompagné de son épouse Alexandra, le tsar arrivait d'un train spécial depuis Cherbourg. À son arrivée, aux côtés du président de la République française Félix Faure, il est accueilli par une foule nombreuse. Le cortège traverse ensuite une allée aménagée dans le jardin du Ranelagh et le bois de Boulogne jusqu'à la porte Dauphine, empruntant par la suite l'avenue du Bois (actuelle avenue Foch), le trajet devant les conduire à l'ambassade de Russie.